# Teorema di Hartogs
In matematica, il teorema di Hartogs è un risultato fondamentale dell'analisi complessa in più variabili dimostrato da Friedrich Hartogs. Il teorema afferma che ogni funzione a valori complessi F definita su Cn, con n > 1, ed analitica in ogni variabile zi , 1 ≤ i ≤ n, con le altre variabili considerate costanti, è continua.
Un corollario afferma che sotto le stesse ipotesi del teorema, la funzione F non solo è continua, ma è anche analitica come funzione in n-variabili (equivalentemente, F si può espandere localmente nella sua serie di Taylor). In altre parole, la separata analiticità e l'analiticità sono nozioni coincidenti nella teoria delle funzioni complesse in più variabili.
Nota che l'analogo di questo teorema per funzioni di più variabili reali è falso. Infatti, se assumiamo che una funzione
{\displaystyle f\colon {\mathbb {R} }^{n}\to {\mathbb {R} }}
è differenziabile (o anche analitica) in ciascuna variabile separatamente, non è necessariamente vero che {\displaystyle f} è continua. Un controesempio in due dimensioni è dato dalla funzione
{\displaystyle f(x,y)={\frac {xy}{x^{2}+y^{2}}}.}
Questa funzione è derivabile in {\displaystyle x} e in {\displaystyle y} (separatamente) in 0, ma non è continua in 0 (i limiti lungo le linee {\displaystyle x=y} e {\displaystyle x=-y} danno risultati diversi).